# Greg Howe
Greg Howe (New York, 1962. december 8. –) amerikai gitáros, dalszerző, producer. 1988 óta tartó pályafutása során kilenc szólólemezt adott ki, valamint a legkülönfélébb előadók lemezein vendégeskedett.
A 80-as évek végén került a gitárhősök mentoraként is ismert Mike Varney Shrapnel kiadójához. Itt megjelent szólólemezei révén azonnal elterjedt neve az instrumentális gitárzene rajongói között.
Pályafutása során számtalan stílusban kipróbálta magát, legyen az instrumentális rock, hard rock, vagy jazz-rock.

## Életrajz
10 évesen kezdett el gitározni, miután felfezte magának a Van Halent. Tizenévesként helyi klubokban lépett fel saját rockzenekarával, melyben testvére Al énekelt. 1988-ban eljuttatta demóját Mike Varney Shrapnel kiadójához, abban reménykedve, hogy így majd szerepelhet a Guitar Player magazin "Spotlight" rovatában. Az anyag megtetszett Mike-nak, így 1988-ban Greg Howe kiadhatta első szólóalbumát a Shrapnel records égisze alatt. A korong Greg Howe címmel jelent meg, mely teljes egészében instrumentális muzsikát tartalmazott. 2009-ben a Guitar World magazin "minden idők 10 legjobb shredder album" listáján a 10. helyre rangsorolta.
A lemezen olyan illusztris zenészek szolgáltatták a ritmusalapokat mint Billy Sheehan és Atma Anur. A korong már csak ezen vendégek jelenléte miatt is nagy feltűnést keltett, így a megjelenés után Howe számos gitárklinikát tartott Amerika-szerte.
1989-ben Howe II néven zenekart toborzott maga köré, melyben testvére Albert Howe énekelt. 1989-ben az ő hangjával jelent meg a High Gear album, melyen vendégként Jason Becker is felbukkant. 1991-ben újabb Howe II album jelent meg Now Hear This címmel. A Howe II Van Halen-szerű zenéje azonban nem aratott különösebb sikereket így Howe 1993-ban visszatért szólókarrierjéhez. Az 1993-as Introspection albumán ismét instrumentális zenével rukkolt elő, melyben nagy hangsúlyt fektetett a jazzre is. Ebben a stílusban készült a következő Uncertain Terms album is. 1995-ben Tilt címmel Richie Kotzennel adott ki nagylemezt, melyet 1997-ben még egy követett. Ugyanez évben együtt dolgozott Vitalij Kuprij billentyűvirtuózzal is. Ez idő alatt folyamatosan jelentette meg szólólemezeit is, melyeken jazz-rockkal átitatott instrumentális rockzene hallható. Az 1999-es Ascend album a korábbiakkal szemben háttérbe szorította a jazzes hangvételt, melyet a neoklasszikus dallamok váltottak fel. Az albumon ismét együtt dolgozott Vitalij Kuprijjal.
1996-ban Michael Jackson turnézenekarába kapott meghívást, ahol Jennifer Batten megüresedett helyére lépett. A turné európai és ázsiai állomásán volt látható Jackson oldalán.

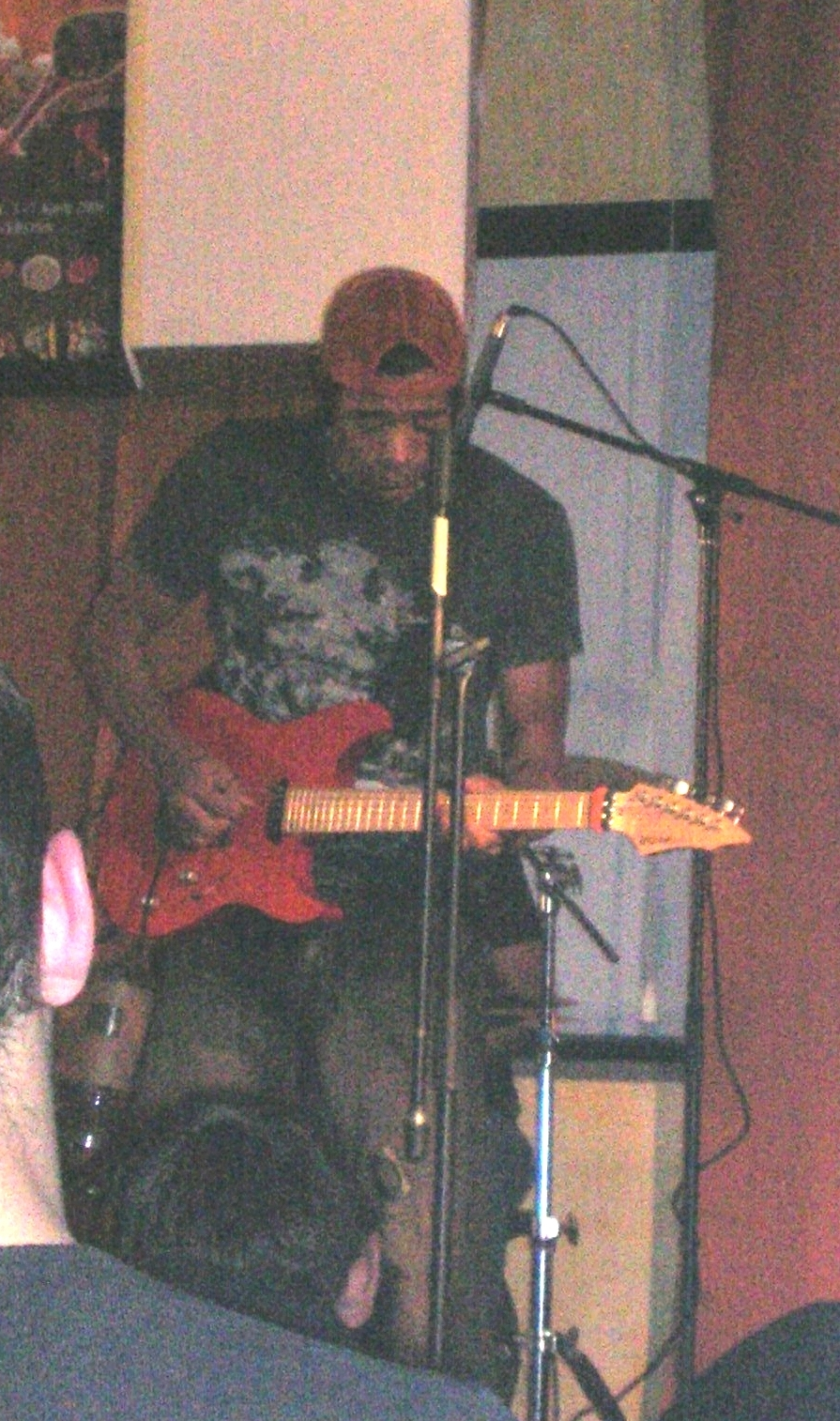
Greg Howe egy 2008-as koncerten.

Zenei kalandozásait tovább folytatta a 2000-ben megjelent Hyperacuity albumával, melyen az experimentális zenei elemek kaptak nagy szerepet. 2000-ben egy európai turné erejéig Enrique Iglesias zenekarában volt látható, de egy promóciós turné erejéig Justin Timberlake oldalán is felbukkant. 2001-ben és 2002-ben együtt dolgozott az ’N Sync popzenekarral, majd 2003-ban új szólólemezt adott ki, mely Extraction címmel került a boltok polcaira. Az ismét fúziós zenét tartalmazó korongon Dennis Chambers dobolt, míg a basszusgitárt Victor Wooten kezelte. Legutolsó szólólemeze 2008-ban jelent meg Sound Proof címmel, melyen visszatért a korai lemezeit jellemző stílus.
2009-ben T.I. és Justin Timberlake oldalán bukkant fel az 51. Grammy’s Award Show-n.
2009-ben csatlakozott Eddie Jobson Ultimate Zero (UZ) társulásához, melyben még John Wetton, Tony Levin, Simon Phillips, és Marco Minnemann is részt vett.
Jelenleg Long Beachben él (2006-ig a Pennsylvania államban található Eastonban élt), ahol producerként, session zenészként és gitároktatóként keresi kenyerét. Utóbbit a GH Workshops.com oldalon keresztül teszi.
Vendégként számos előadóval dolgozott pályafutása során, többek között a japán származású Tetsuo Sakurai basszusgitárossal, aki a jazz világában alkot, de Laura Pausini és Jordan Rudess lemezén is szerepelt, csakúgy mint Jimi Hendrix és Jason Becker tribute albumokon.

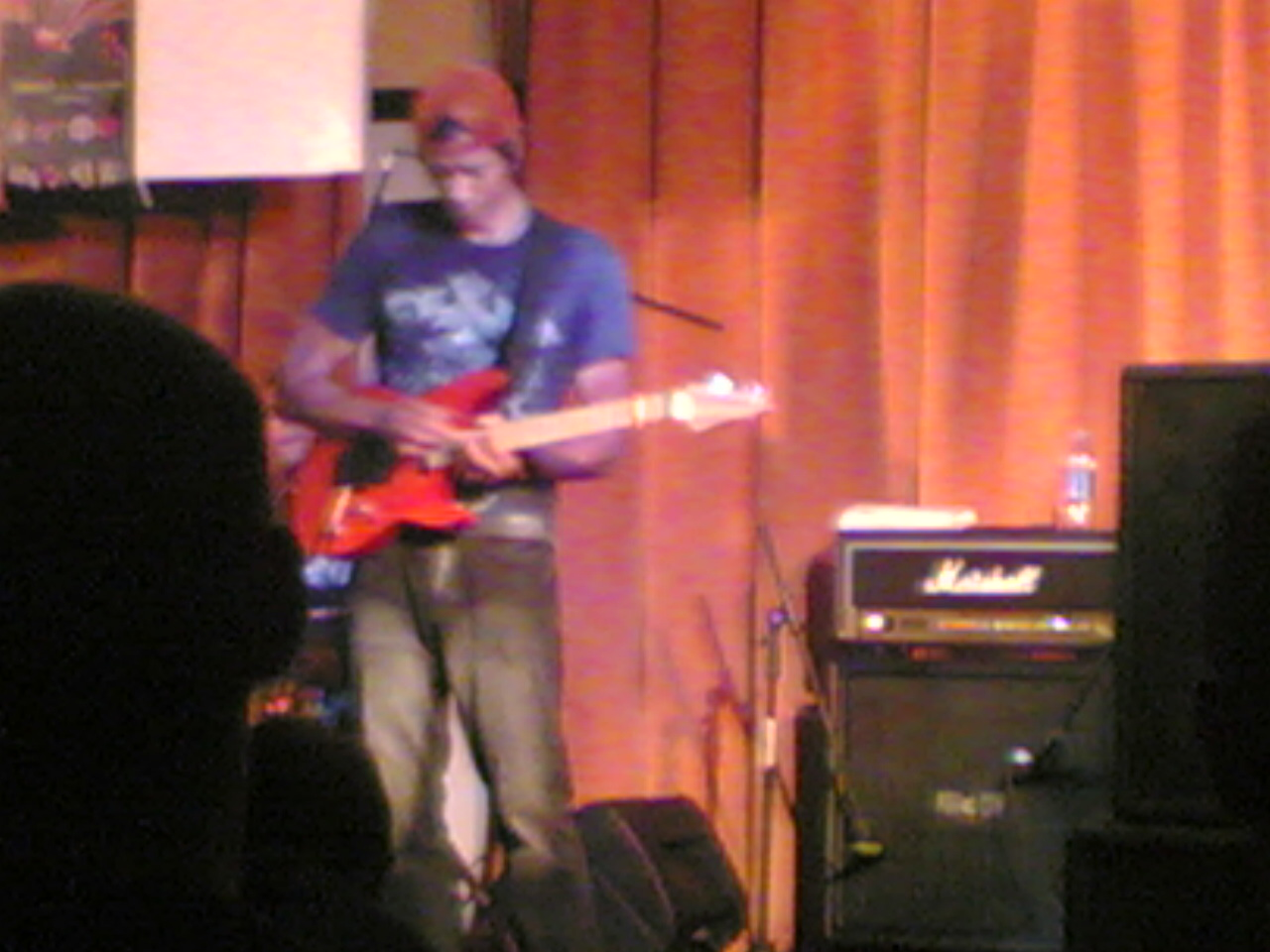
Greg Howe miközben a tapping technikát alkalmazza.

Stílusát tekintve azon gitárosok közé tartozik akik tökéletesen sajátították el a modern rockgitározás valamennyi elemét, de jártas a jazz világában is. Gyakran produkál Allan Holdsworth-szerű legato futamokat, emellett fontos szerepet kapnak játékában a groove-ok vagy a szokatlan ütemek.
Saját Laguna névre keresztelt signature gitárokat használ, melybe rendszerint egyedi tervezésű DiMarzio hangszedőket rak. Gitárjai Floyd Rose tremolórendszerrel rendelkeznek, a nyak és a fogólap Juhar fából, míg a test Kőrisből készül. A hangszereken egy ötállású kapcsoló található, mely révén számtalan hangzáskombináció valósítható meg.

## Diszkográfia

### Szólólemezek
- 1988: Greg Howe
- 1993: Introspection
- 1994: Uncertain Terms
- 1995: Parallax
- 1996: Five
- 1999: Ascend
- 2000: Hyperacuity
- 2003: Extraction
- 2006: Collection: The Shrapnel Years (válogatás)
- 2008: Sound Proof

### Együttműködések
- 1989: High Gear (Howe II album)
- 1991: Now Hear This (Howe II album)
- 1995: Tilt (+Richie Kotzen)
- 1997: Project ( + Richie Kotzen)
- 1997: High Definition (+ Vitalij Kuprij)
- 2001: Gentle Hearts (+ Tetsuo Sakurai)

### Vendégszereplései
- 1996: Convergence – James Murphy
- 2004: Rhythm of Time – Jordan Rudess
- 2004: A Guitar Supreme – különböző gitárosok részvételével
- 2004: The Spirit Lives On – Jimi Hendrix tribute
- 2005: Visions of an Inner Mounting Apocalypse: A Fusion Guitar Tribute – különböző gitárosok részvételével
- 2006: Io Canto – Laura Pausini[8]
- 2008: Collection – Jason Becker
- 2010: Vital World – Tetsuo Sakurai